# Lista över insjöar i Sverige med namn som slutar med -flärken
Lista över insjöar i Sverige med artikel på Wikipedia som slutar på flärken:
- Flärken, Härjedalen, sjö i Härjedalens kommun och Härjedalen 61°50′01″N 14°33′05″Ö / 61.83364°N 14.55150°Ö
- Flärken (Borgvattnets socken, Jämtland), sjö i Ragunda kommun och Jämtland 63°27′49″N 15°46′01″Ö / 63.46358°N 15.76689°Ö
- Flärken (Hammerdals socken, Jämtland, 704487-148740), sjö i Strömsunds kommun och Jämtland 63°31′02″N 15°32′51″Ö / 63.51736°N 15.54763°Ö
- Flärken (Hammerdals socken, Jämtland, 704810-149876), sjö i Strömsunds kommun och Jämtland 63°32′29″N 15°46′48″Ö / 63.54136°N 15.78006°Ö
- Flärken (Håsjö socken, Jämtland), sjö i Bräcke kommun och Jämtland 63°01′29″N 16°00′09″Ö / 63.02484°N 16.00253°Ö
- Lillflärken (Hällesjö socken, Jämtland), sjö i Bräcke kommun och Jämtland 62°49′46″N 16°21′16″Ö / 62.82940°N 16.35458°Ö
- Lillflärken (Kyrkås socken, Jämtland), sjö i Östersunds kommun och Jämtland 63°13′57″N 14°54′58″Ö / 63.23248°N 14.91598°Ö
- Storflärken (Hammerdals socken, Jämtland), sjö i Strömsunds kommun och Jämtland 63°31′21″N 15°44′05″Ö / 63.52242°N 15.73486°Ö
- Storflärken (Hällesjö socken, Jämtland), sjö i Bräcke kommun och Jämtland 62°50′19″N 16°21′23″Ö / 62.83873°N 16.35652°Ö
- Storflärken (Kyrkås socken, Jämtland), sjö i Östersunds kommun och Jämtland 63°14′09″N 14°54′45″Ö / 63.23578°N 14.91250°Ö
- Ytterflärken, sjö i Ragunda kommun och Jämtland 63°25′13″N 15°57′16″Ö / 63.42027°N 15.95437°Ö
- Överflärken (Borgvattnets socken, Jämtland), sjö i Ragunda kommun och Jämtland 63°25′33″N 15°56′57″Ö / 63.42575°N 15.94919°Ö
- Överflärken (Hammerdals socken, Jämtland), sjö i Strömsunds kommun och Jämtland 63°29′43″N 15°32′15″Ö / 63.49536°N 15.53759°Ö
- Abborrflärken, sjö i Timrå kommun och Medelpad 62°36′29″N 17°33′29″Ö / 62.60804°N 17.55802°Ö
- Bergsjöflärken, sjö i Strömsunds kommun och Ångermanland 63°51′50″N 16°32′19″Ö / 63.86398°N 16.53857°Ö
- Björnbölesflärken, sjö i Örnsköldsviks kommun och Ångermanland 63°15′10″N 18°07′54″Ö / 63.25270°N 18.13167°Ö
- Degermyrflärken, sjö i Kramfors kommun och Ångermanland 63°03′35″N 18°13′05″Ö / 63.05980°N 18.21796°Ö
- Flärken (Anundsjö socken, Ångermanland, 704226-160517), sjö i Örnsköldsviks kommun och Ångermanland 63°28′28″N 17°54′40″Ö / 63.47431°N 17.91103°Ö
- Flärken (Anundsjö socken, Ångermanland, 704638-161325), sjö i Örnsköldsviks kommun och Ångermanland 63°30′26″N 18°04′39″Ö / 63.50722°N 18.07761°Ö
- Flärken (Bjärtrå socken, Ångermanland), sjö i Kramfors kommun och Ångermanland 62°57′59″N 17°56′52″Ö / 62.96640°N 17.94777°Ö
- Flärken (Björna socken, Ångermanland, 706459-163107), sjö i Örnsköldsviks kommun och Ångermanland 63°40′02″N 18°26′34″Ö / 63.66712°N 18.44282°Ö
- Flärken (Björna socken, Ångermanland, 709267-162172), sjö i Örnsköldsviks kommun och Ångermanland 63°55′23″N 18°16′28″Ö / 63.92313°N 18.27434°Ö
- Flärken (Bodums socken, Ångermanland), sjö i Strömsunds kommun och Ångermanland 64°01′21″N 16°09′45″Ö / 64.02247°N 16.16249°Ö
- Flärken (Boteå socken, Ångermanland), sjö i Sollefteå kommun och Ångermanland 63°13′45″N 17°49′50″Ö / 63.22912°N 17.83069°Ö
- Flärken (Fjällsjö socken, Ångermanland, 706955-150806), sjö i Strömsunds kommun och Ångermanland 63°44′18″N 15°57′38″Ö / 63.73828°N 15.96048°Ö
- Flärken (Fjällsjö socken, Ångermanland, 707418-153439), sjö i Strömsunds kommun och Ångermanland 63°46′25″N 16°30′08″Ö / 63.77364°N 16.50217°Ö
- Flärken (Fjällsjö socken, Ångermanland, 707431-151307), sjö i Strömsunds kommun och Ångermanland 63°46′35″N 16°04′12″Ö / 63.77625°N 16.06997°Ö
- Flärken (Gideå socken, Ångermanland), sjö i Örnsköldsviks kommun och Ångermanland 63°34′09″N 19°01′46″Ö / 63.56914°N 19.02938°Ö
- Flärken (Junsele socken, Ångermanland, 705505-156359), sjö i Sollefteå kommun och Ångermanland 63°35′47″N 17°05′52″Ö / 63.59647°N 17.09785°Ö
- Flärken (Junsele socken, Ångermanland, 706489-154295), sjö i Sollefteå kommun och Ångermanland 63°41′28″N 16°40′13″Ö / 63.69110°N 16.67035°Ö
- Flärken (Nordmalings socken, Ångermanland), sjö i Nordmalings kommun och Ångermanland 63°46′51″N 19°09′44″Ö / 63.78090°N 19.16234°Ö
- Flärken (Ramsele socken, Ångermanland, 704553-151501), sjö i Sollefteå kommun och Ångermanland 63°31′01″N 16°06′55″Ö / 63.51708°N 16.11539°Ö
- Flärken (Ramsele socken, Ångermanland, 705123-152411), sjö i Sollefteå kommun och Ångermanland 63°33′52″N 16°17′14″Ö / 63.56451°N 16.28736°Ö
- Flärken (Ramsele socken, Ångermanland, 705932-150871), sjö i Sollefteå kommun och Ångermanland 63°38′31″N 15°58′51″Ö / 63.64191°N 15.98074°Ö
- Flärken (Skogs socken, Ångermanland), sjö i Kramfors kommun och Ångermanland 62°59′40″N 18°01′33″Ö / 62.99455°N 18.02583°Ö
- Flärken (Skorpeds socken, Ångermanland, 703250-158835), sjö i Örnsköldsviks kommun och Ångermanland 63°23′22″N 17°34′12″Ö / 63.38945°N 17.56987°Ö
- Flärken (Skorpeds socken, Ångermanland, 703385-160662), sjö i Örnsköldsviks kommun och Ångermanland 63°23′51″N 17°56′18″Ö / 63.39762°N 17.93843°Ö
- Flärken (Ullångers socken, Ångermanland), sjö i Kramfors kommun och Ångermanland 63°02′12″N 18°01′01″Ö / 63.03660°N 18.01697°Ö
- Gottarsjöflärken, sjö i Sollefteå kommun och Ångermanland 63°51′17″N 16°38′18″Ö / 63.85483°N 16.63837°Ö
- Hålmyrflärken, sjö i Kramfors kommun och Ångermanland 63°03′34″N 18°12′05″Ö / 63.05945°N 18.20151°Ö
- Lillflärken (Anundsjö socken, Ångermanland), sjö i Örnsköldsviks kommun och Ångermanland 63°35′50″N 17°50′31″Ö / 63.59709°N 17.84190°Ö
- Lillflärken (Högsjö socken, Ångermanland), sjö i Härnösands kommun och Ångermanland 62°49′28″N 17°44′12″Ö / 62.82433°N 17.73668°Ö
- Markflärken, sjö i Härnösands kommun och Ångermanland 62°35′11″N 17°43′54″Ö / 62.58629°N 17.73153°Ö
- Mellanflärken, sjö i Härnösands kommun och Ångermanland 62°49′33″N 17°44′12″Ö / 62.82576°N 17.73677°Ö
- Näsflärken, sjö i Kramfors kommun och Ångermanland 63°06′38″N 18°09′56″Ö / 63.11050°N 18.16568°Ö
- Storflärken (Anundsjö socken, Ångermanland), sjö i Örnsköldsviks kommun och Ångermanland 63°36′39″N 17°43′44″Ö / 63.61086°N 17.72876°Ö
- Storflärken (Bodums socken, Ångermanland), sjö i Strömsunds kommun och Ångermanland 63°58′20″N 16°03′14″Ö / 63.97210°N 16.05384°Ö
- Storflärken (Häggdångers socken, Ångermanland), sjö i Härnösands kommun och Ångermanland 62°35′09″N 17°44′45″Ö / 62.58591°N 17.74572°Ö
- Storflärken (Högsjö socken, Ångermanland), sjö i Härnösands kommun och Ångermanland 62°49′33″N 17°43′28″Ö / 62.82593°N 17.72442°Ö
- Västerbyflärken, sjö i Örnsköldsviks kommun och Ångermanland 63°12′46″N 18°08′43″Ö / 63.21290°N 18.14518°Ö